# Narendra Modi

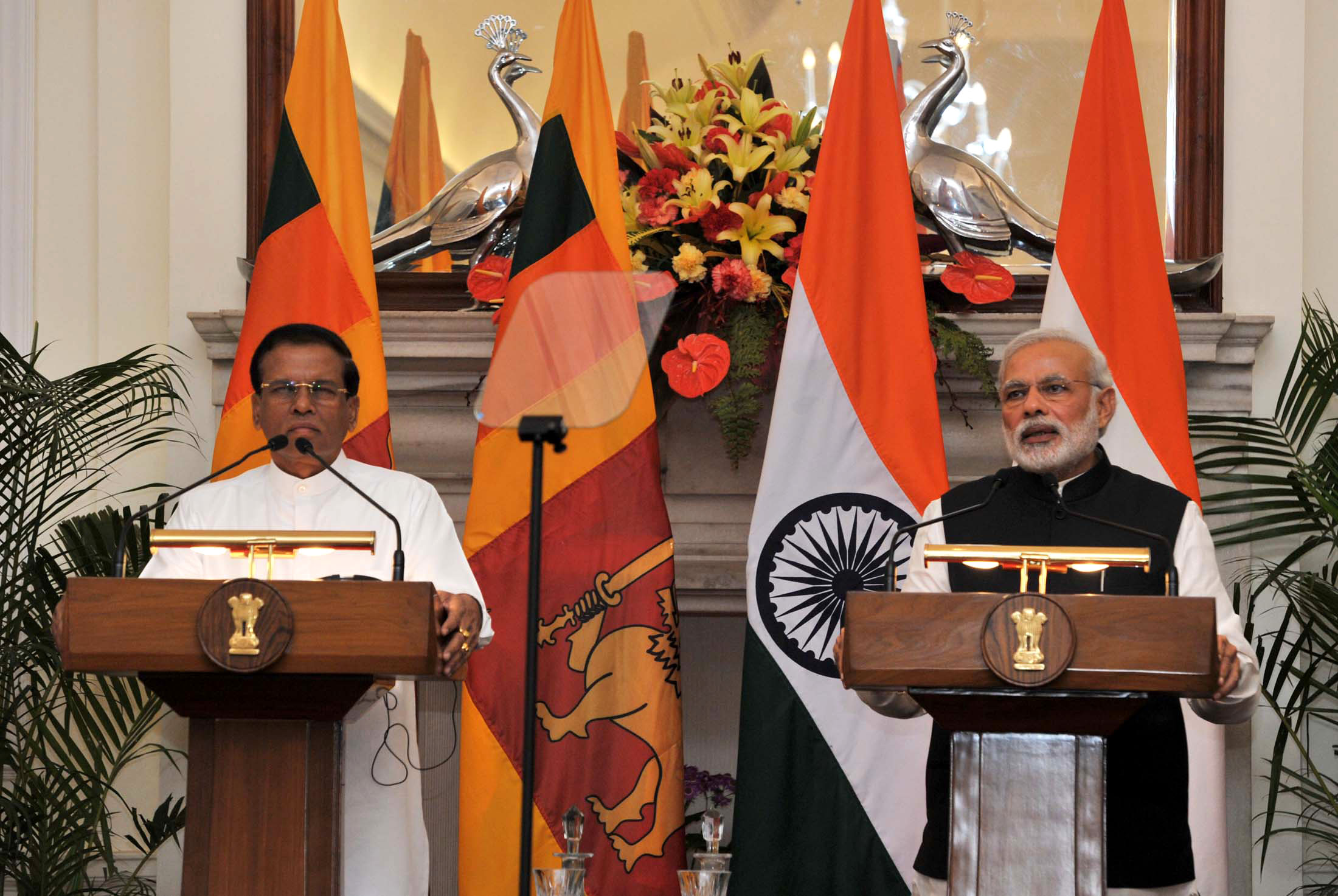
Narendra Modi i Maithripala Sirisena (2015)

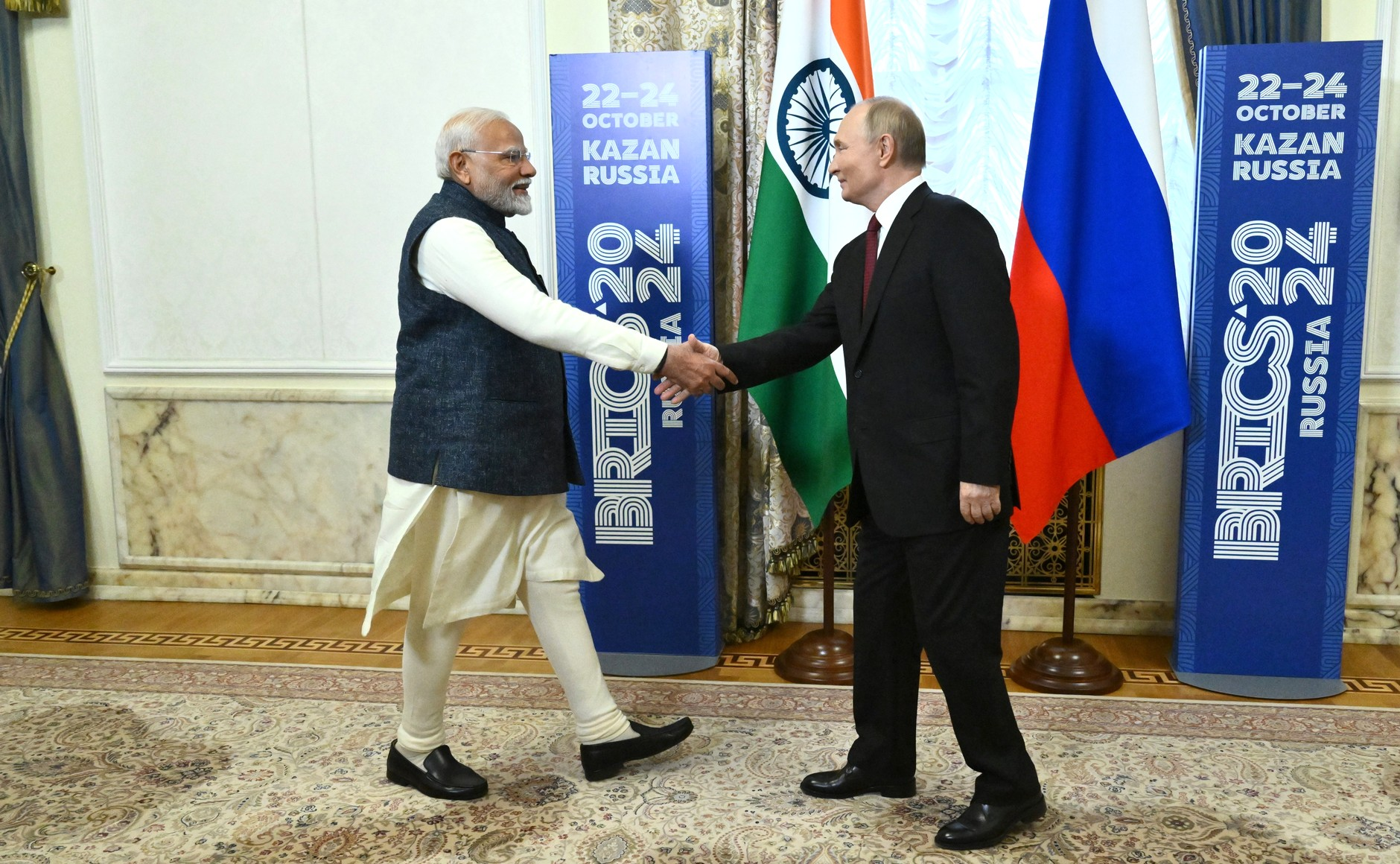
Narendra Modi i Władimir Putin (2024)

Narendra Damodardas Modi (hindi नरेन्द्र दामोदरदास मोदी; ur. 17 września 1950 w Vadnagarze) – indyjski polityk, premier Indii od 26 maja 2014.

## Premier Gudźaratu
Narendra Modi jest wieloletnim działaczem Indyjskiej Partii Ludowej oraz członkiem organizacji Rashtriya Swayamsevak Sangh. Od 7 października 2001 roku do 22 maja 2014 roku sprawował funkcję premiera Gudźaratu – jednego ze stanów Indii. Podczas jego kadencji na stanowisku szefa rządu Gudźaratu wybuchły tam zamieszki antymuzułmańskie w trakcie których zginęło od 800 do 2000 osób. Modi oskarżany był o zbyt dużą bierność podczas zamieszek. Mimo to uzyskał reelekcję na stanowisko po wyborach w 2002, 2007 i 2012 roku.

## Premier Indii
Po wygranych przez Indyjską Partię Ludową wyborach parlamentarnych w 2014 roku został desygnowany na nowego premiera Indii. Jego rząd został zaprzysiężony 26 maja 2014 roku. W zaprzysiężeniu rządu Modiego, po raz pierwszy w historii wziął udział premier Pakistanu. Narendra Modi jest pierwszym premierem Indii urodzonym po uzyskaniu przez ten kraj niepodległości.

## Odznaczenia
- Order Króla Abdulaziza al Sauda I klasy (Arabia Saudyjska, 2016)[5]
- Order Świętego Andrzeja (Rosja, 2019)[6]
- Główny Komandor Legii Zasługi (USA, 2021)[7]
- Krzyż Wielki Orderu Legii Honorowej (Francja, 2023)[8]
- Krzyż Wielki Orderu Honoru (Grecja), 2023)[9]
- Wielka Wstęga Orderu Nilu (Egipt, 2023)[10]